# El Triunfo (canton)
El Triunfo est un canton d'Équateur situé dans la province de Guayas.